# Georgia National Guard

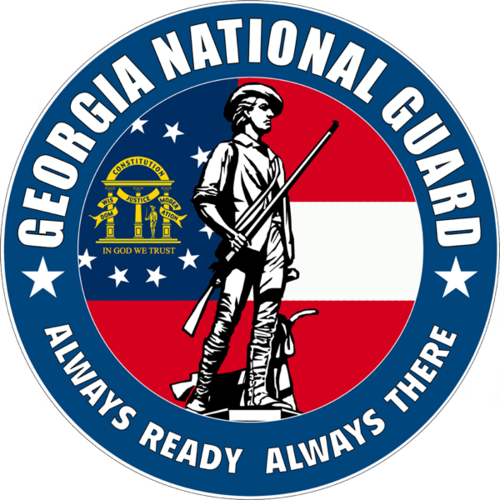
Logo der Georgia National Guard

Die Georgia National Guard des US-Bundesstaates Georgia ist Teil der im Jahr 1903 aufgestellten Nationalgarde der Vereinigten Staaten (akronymisiert USNG) und somit auch Teil der zweiten Ebene der militärischen Reserve der Streitkräfte der Vereinigten Staaten.

## Organisation
Die Mitglieder der Nationalgarde sind freiwillig Dienst leistende Milizsoldaten, die dem Gouverneur von Georgia Brian Kemp unterstehen. Bei Einsätzen auf Bundesebene ist der Präsident der Vereinigten Staaten Commander-in-Chief. Adjutant General of Georgia  ist seit 2019 Major General Thomas M. Carden Jr.
Die Georgia National Guard führt ihre Wurzeln auf Milizverbände der Province of Georgia des Jahres 1751 zurück. Die Nationalgarden der Bundesstaaten sind seit 1903 bundesgesetzlich und institutionell eng mit der regulären Armee und Luftwaffe verbunden, so dass unter bestimmten Umständen mit Einverständnis des Kongresses die Bundesebene auf sie zurückgreifen kann. Davon zu trennen ist die Staatsgarde, die Georgia State Defense Force und die Georgia Naval Militia (z. Z. inaktiv), die allein dem Bundesstaat verpflichtet sind.
Die Georgia National Guard besteht aus den beiden Teilstreitkraftgattungen des Heeres und der Luftstreitkräfte, namentlich der Army National Guard und der Air National Guard. Die Georgia Army National Guard hatte 2017 eine Personalstärke von 10789, die Georgia Air National Guard eine von 2687, was eine Personalstärke von gesamt 13476 ergibt.

## Einheiten
Die Georgia National Guard besteht aus den nachfolgend aufgeführten Einheiten (Stand 2015):

### Einheiten der Georgia Army National Guard
- Hauptquartier am General Lucius D. Clay National Guard Center, Cobb County
- 48th Infantry Brigade Combat Team
  - 1st Squadron, 108th Cavalry Regiment, Calhoun
  - 1st Battalion, 121st Infantry Regiment, Winder
  - 2nd Battalion, 121st Infantry Regiment, Forsyth
  - 3d Battalion, 121st Infantry Regiment, Cumming
  - 1st Battalion, 118th Field Artillery Regiment, Savannah
  - 148th Brigade Support Battalion, Macon
  - 177th Brigade Engineer Battalion, Statesboro
- 78th Aviation Troop Command
  - 1st Battalion (General Support), 171st Aviation Regiment, Dobbins Air Reserve Base, Marietta
  - Company H, 171st Aviation Regiment, Dobbins Air Reserve Base, Marietta
  - 2d Battalion (Service and Support), 151st Aviation Regiment, Dobbins Air Reserve Base, Marietta
  - 1st Battalion (General Support), 169th Aviation Regiment, Hunter Army Airfield, Savannah
  - Company C, 1st Battalion (General Support), 111th Aviation Regiment, Dobbins Air Reserve Base, Marietta
  - 1st Battalion (Assault), 185th Aviation Regiment, Winder
  - 935th Combat Service Support Battalion, Hunter Army Airfield, Savannah
  - Detachment 9, Operational Airlift, Dobbins Air Reserve Base, Marietta
  - Company C, 2d Battalion (Security and Support), 151st Aviation Regiment, Dobbins Air Reserve Base, Marietta
  - Army Fixed Wing Support Activity, Robins Air Force Base, Warner Robins
  - Army Aviation Support Facility No. 1, Winder Barrow Airport, Winder
  - Army Aviation Support Facility No. 2, Dobbins Air Reserve Base, Marietta
  - Army Aviation Support Facility No. 3, Hunter Army Airfield, Savannah
- 648th Maneuver Enhancement Brigade
  - 878th Engineer Battalion, Augusta
  - 348th Brigade Support Battalion, Cumming
  - 1st Battalion, 214th Field Artillery Regiment, Elberton
  - Joint Task Force 781st CERFP, Kennesaw
- 560th Battlefield Surveillance Brigade (inaktiv seit 2016)
  - 420th Network Signal Company, Cumming, Georgia
  - 230th Brigade Support Company, Fort Gillem, Ellenwood
  - 3d Squadron, 108th Cavalry Regiment, Chamblee
- 78th Troop Command
  - 122d Regiment (Regional Training Institute), Clay National Guard Center, Marietta
  - Regional Training Site-Maintenance, Georgia Guard Garrison Training Center, Hinesville
  - 116th Army Band, Joint Forces Headquarters, Ellenwood
  - 124th Mobile Public Affairs Detachment, Clay National Guard Center, Marietta
  - 848th Engineer Company, Douglas
  - 122nd Rear Operations Center, Hinesville
  - 139th Chaplain Detachment, Clay National Guard Center, Marietta
  - Headquarters Detachment, 265th Regional Support Group, Metter
  - Headquarters Detachment, 110th Combat Service Support Battalion, Tifton
  - 82d Maintenance Company, Fort Benning, Columbus
  - 1148th Transportation Company, Fort Gordon, Augusta
  - 1230th Transportation Company, Thomasville
  - 277th Maintenance Company, Kennesaw
  - Georgia Medical Command, Joint Force Headquarters, Ellenwood
  - Recruiting and Retention Detachment, Joint Forces Headquarters, Ellenwood
  - North Georgia College and State University Detachment, Dahlonega
  - Detachment 2, Training Site Support Detachment, Georgia Guard Garrison Training Center, Hinesville
- 201st Regional Support Group (Region 4 Homeland Response Force)
  - 4th Civil Support Team, Marietta
  - 170th Military Police Battalion, Decatur
  - 781st Troop Command Battalion (JTF 781st CERFP), Marietta
    - 138th Chemical Company, Marietta
    - 1177th Transportation Company, LaGrange
    - 202nd Ordnance Detachment (EOD), Marietta
    - 248th Medical Company, Marietta
    - 810th Engineer Company, Swainsboro
    - 870th Engineer Detachment, Decatur

### Einheiten der Georgia Air National Guard
- 165th Airlift Wing auf der Savannah Air National Guard Base
- 116th Air Control Wing auf der Robins Air Force Base
- 117th Air Control Squadron auf dem Hunter Army Airfield, Savannah
- 165th Air Support Operations Squadron  am Flughafen Savannah/Hilton Head
- 224th Joint Communications Support Squadron
- 283rd Combat Communications Squadron
- 139th Intelligence Squadron
- 202nd Engineering Installation Squadron
- 530th Air Force Band
- Combat Readiness Training Center